# Капітолій штату Аляска
Капітолій штату Аляска (англ. Alaska State Capitol) розташований у столиці штату Аляска, м. Джуно. У будівлі засідає Легіслатура штату Аляска, та знаходиться офіс губернатора та віцегубернатора. Капітолій розташований на розі Четвертої Східної та Головної вулиці.

## Історія
З 1792 року першою столицею Російської Америки було місто Кадьяк. У 1808 році столиця була перенесена до Ново-Архангельска (з 1867 року — Сітка). Після того, як у 1867 році Аляска була продана США, Сітка стала штаб-квартирою Військового відділу Аляски при генерал-майорі армії США Джефферсоні К. Девісі. З 1877 року в результаті війни не-персе адміністрація в місті була відсутня. Адміністрація в Сітці була відновлена в 1879 році за допомогою ВМС США під командуванням Лестера Ентоні Бірдслі.
Згідно зі Спеціальним актом Конгресу США 1884 року був утворений Район Аляска тимчасова адміністрація якого була розташована в Сітці. Очолив тимчасову адміністрацію губернатор Джон Генрі Кінкед.
У 1900 році Конгрес ухвалив Цивільний кодекс, згідно з яким функції столиці були передані від Сітки до міста Джуно, яке на той час стало економічно більш розвинутим.

### Перша споруда Легіслатури
Першою спорудою, у якій розташовувалась Легіслатура штату Аляска був Елкс Лодж Хол у Джуно з 1913 року. І один із декількох залів у цій споруді служив цій меті до 1931 року, коли було споруджено постійну будівлю Капітолія.

### Будівництво Капітолія
У 1911 році Конгрес США виділив кошти на будівництво Капітолія Території Аляска. Через Першу світову війну та труднощі з придбанням землі будівництво було затримане. 18 вересня 1929 року за підтримки місцевих мешканців, які пожертвували частину необхідних коштів, розпочалося будівництво Капітолія. 14 лютого 1931 року будівля Капітолія, яка спочатку отримала назву «Федеральний територіальний будинок», була відкрита. За погодженням із Міністерством фінансів США будівництво Капітолія контролював архітектор Джеймс Ветмор. Капітолій був збудований у стилі Ар-деко. На початку будівля Капітолія використовувалася Федеральним урядом США; крім того, в будинку знаходилися федеральний суд та поштове відділення. З 1959 року, коли Аляска увійшла до складу США як 49-й штат, згідно Акт державності Аляски будівля Капітолія відійшла до уряду штату Аляска.

### Суперечки про перенесення столиці

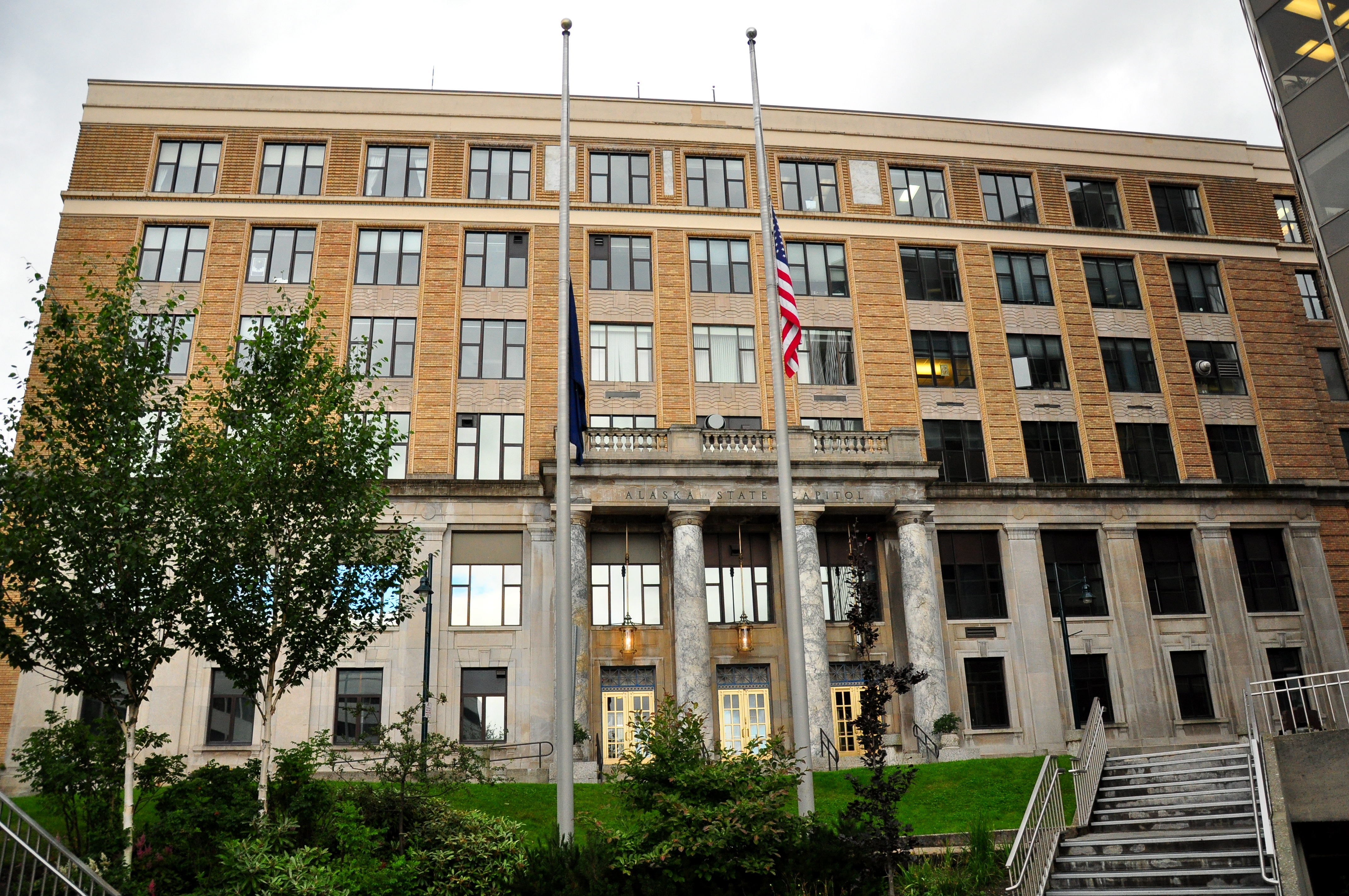
Капітолій штату Аляска

У 1960 році Роберт Брюс Етвуд, видавець і власник газети Anchorage Times, запропонував перенести столицю ближче до центру комерції та мейнстриму Аляски. Кульмінацією цієї пропозиції стали дві законодавчі ініціативи про перенесення столиці до затоки Кука (1960) та «Західної Аляски… в межах 30 миль від Анкориджа» (1962). Обидві ініціативи були відхилені при опитуванні. Проте 1974 року пройшла третя ініціатива, і в 1976 році голосуванням було обрано частину округу Матануска-Сусітна, статистично обумовлена місцевість Віллоу як нову столицю штату Аляска. Фактично це була частина Анкориджа. Проте в 1978 та 1982 роках у зв'язку з відсутністю фінансування перенесення столиці не відбулося. Після відставки колишній губернатор Аляски Джей Хаммонд, описуючи часи свого керування штатом, коментуючи питання перенесення столиці штату, сказав, що врешті-решт він зміг «проколоти цей нарив». У 1994 році нова ініціатива з перенесення столиці штату до міста Васілла (округ Матануска-Сусітна) зазнала поразки. Так само провалилася ідея 2002 року про проведення сесій Легіслатури в окрузі Матануска-Сусітна.

### Реконструкція Капітолія

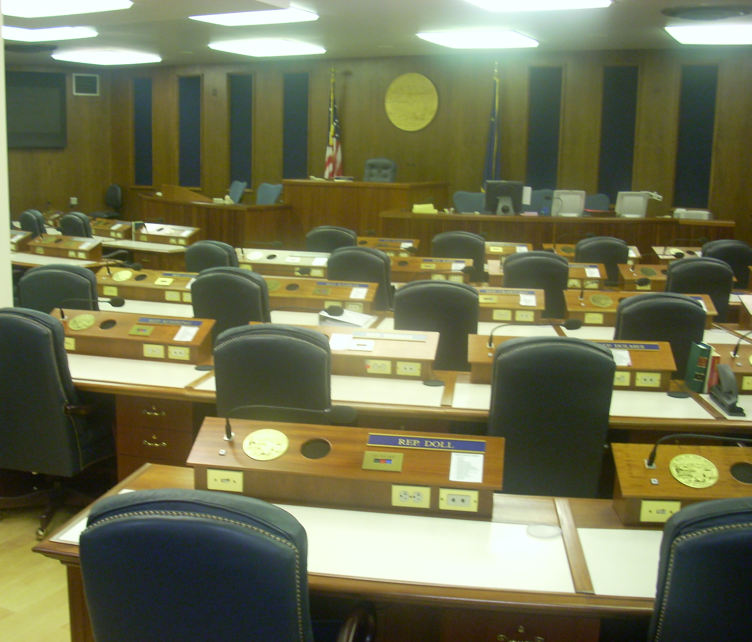
Зала засідань Палати Представників

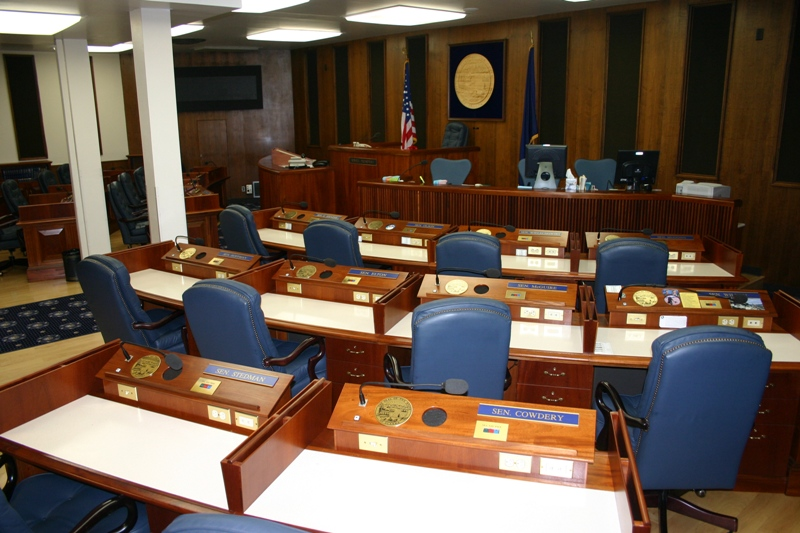
Зала засідань Сенату

У 2004 році комісія з планування Капітолія Джуно організувала конкурс на найкращий проєкт реконструкції Капітолія. Але у 2005 році у зв'язку із суперечливими пропозиціями реконструкції, відсутністю фінансування та підтримки державної влади конкурс був зупинений. Одним з авторів-переможців була Меріенн Кусато. Вона запропонувала поєднати риси федеральної архітектури та церковної архітектури Київської Русі (купола та башти). Цим автор хотіла показати спільну російсько-американську історію штату. Проте переможцем конкурсу став проєкт архітекторів Morphosis та mmenseArchitects, згідно з яким нова будівля повинна була бути комплексом зі скла і сталі та яйцеподібним атріумом.

## Архітектура та інтер'єр

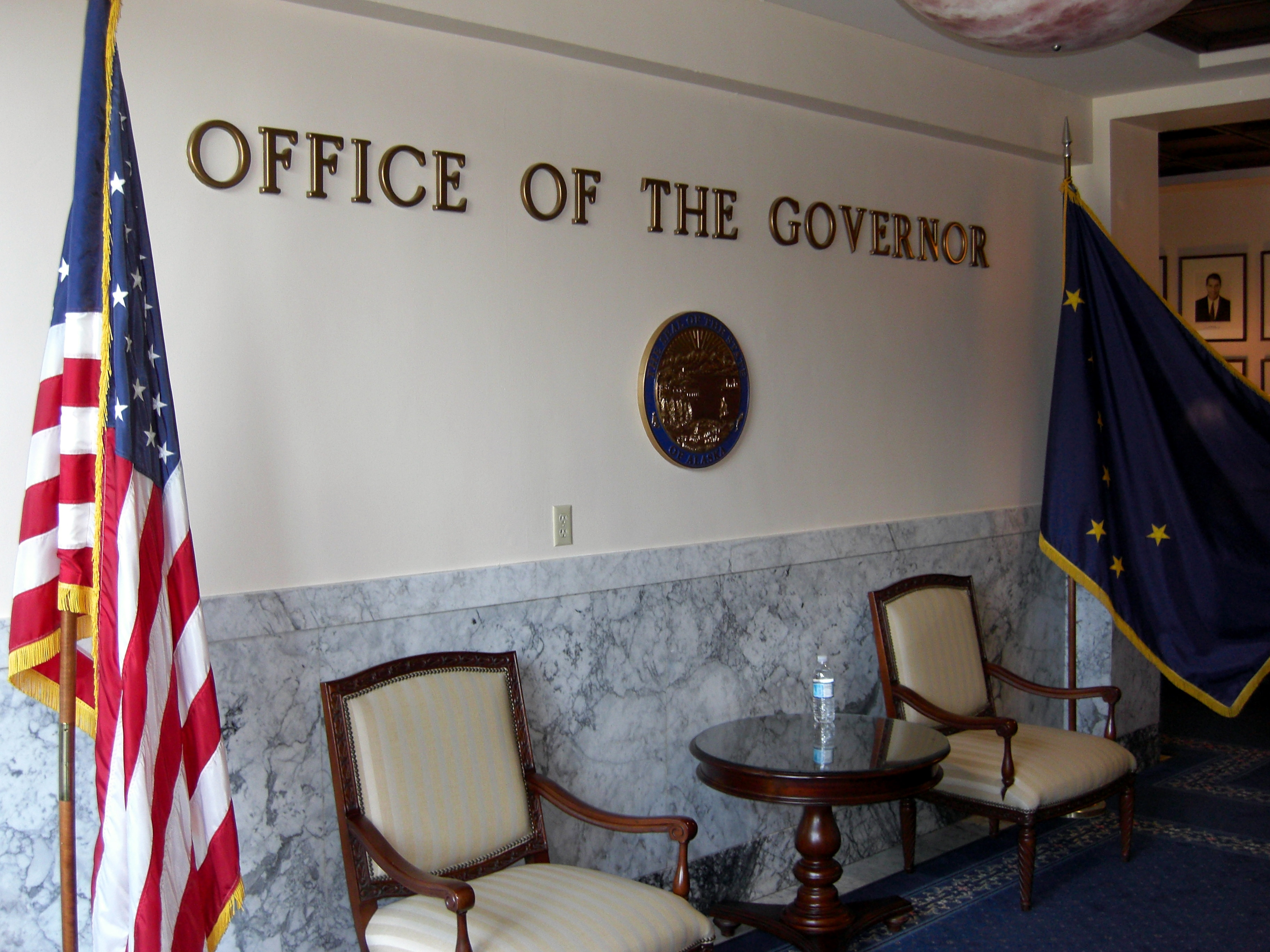
Офіс Губернатора Аляски

Залізобетонна шестиповерхова споруда Капітолія. Перші два поверхи мають фасад з індіанського вапняку. Вище будівля оздоблена цеглою. Портик має чотири мармурові колони. Мармур для колон був видобутий на острові Принца Уельського. Цей мармур використаний також у внутрішньому оздобленні. Оскільки своїм оздобленням Капітолій Аляски суттєво відрізняється від капітоліїв інших штатів США, то зовні він може бути порівняний зі звичайним офісним будинком. Також Капітолій Аляски входить до переліку з одинадцяти капітоліїв (Делавер, Гаваї, Луїзіана, Нью-Мексико, Нью-Йорк, Північна Дакота, Огайо, Орегон, Теннессі, Вірджинія), які не мають купола.
Поряд з Капітолієм розташована точна копія «Дзвону Свободи», яка в 1950 році, як і всім іншим штатам, була передана федеральним урядом США для підтримки розповсюдження цінних паперів казначейства США.
У фоє Капітолія розташована глиняна фреска, яка має назву «Врожай Землі та Врожай Моря» і відображає полювання та риболовлю. Крім того, у фоє знаходиться погруддя активіста корінних народів Аляски Елізабет Ператрович.
На першому та другому поверхах розташовані офіси. На другому поверсі розташовані зали засідань Сенату та Палати представників, офіси комітетів. На стінах представлені роботи фотографів Ллойда Вінтера та Персі Понда. Крім того, присутні погруддя перших двох американських сенаторів з Аляски Боба Бартлетта й Ернеста Грунінга.
На третьому поверсі розташовані офіси губернатора та віцегубернатора. Вхідні двері до офісів виготовлені з чорної берези та оздоблені ручним різьбленням, що зображає сцени аляскинської промисловості. У «Залі губернатора» представлені портрети всіх губернаторів та лейтенант-губернаторів Аляски від часів Району Аляска до сучасності.
Більшість офісів комітетів Легіслатури розташовані на четвертому поверсі. На п'ятому поверсі розташовані офіси фінансового комітету.
Значна частина внутрішнього оздоблення відновлена в первісному вигляді 1930-х років. Особливо це стосується другого та п'ятого поверху. На п'ятому поверсі раніше розташовувалися федеральні зали судових засідань.